# Pålstjärnen, Hälsingland
Pålstjärnen är en sjö i Härjedalens kommun i Hälsingland och ingår i Ljungans huvudavrinningsområde.